# 科戈略斯德瓜迪斯
科戈略斯德瓜迪斯，是西班牙安达卢西亚自治区格拉纳达省的一个市镇。总面积30平方公里，总人口723人（2001年），人口密度24人/平方公里。